# 電力・ガス取引監視等委員会
電力・ガス取引監視等委員会（でんりょく・ガスとりひきかんしとういいんかい）は、日本の経済産業省の本省に設置される審議会等の一つである。委員長と4人の委員から構成される。2021年（令和3年）9月現在、委員長は横山明彦。

## 組織
委員会は、いずれも非常勤の委員長と4人の委員から構成される。委員会には事務局が置かれ、事務局には事務局長と総務課、取引監視課、ネットワーク事業監視課の3課が置かれる。

### 歴代委員長
| 代 | 氏名     | 在任期間        |
| -- | -------- | --------------- |
| 1  | 八田達夫 | 2017年 - 2021年 |
| 2  | 横山明彦 | 2021年 -        |

## 沿革
- 2015年（平成27年）
  - 9月1日、「電力取引監視等委員会」として設置。
- 2016年（平成28年）
  - 4月1日、「電力・ガス取引監視等委員会」に改組。